# Khu Greenwich của Luân Đôn
Khu Greenwich của Luân Đôn (tiếng Anh: London Borough of Greenwich) là một khu tự quản Luân Đôn thuộc Nội Luân Đôn, nằm về phía đông nam Luân Đôn, Anh, với đô thị lịch sử Greenwich nằm ở trung tâm. Khu tự quản ngày nay được hình thành từ năm 1965. Chính quyền địa phương là Hội đồng Khu tự quản Luân Đôn Greenwich.
Greenwich nổi tiếng trên toàn thế giới vì là đặt kinh tuyến gốc lâu đời, theo đó, giờ giờ phối hợp quốc tế được định thành. Kinh tuyến gốc chạy băng ngang Greenwich và Đài quan sát Greenwich là nơi quy ước giờ GMT bắt đầu, và tất cả giờ giấc trên thế giới được tính dựa theo đó.
Greenwich là một trong năm khu tự quản đăng cai Thế vận hội Luân Đôn 2012 với các sự kiện thi đấu được tổ chức tại Doanh trại Pháo binh Hoàng gia (bắn súng), Công viên Greenwich (cưỡi ngựa) và The O2 - Mái vòm Thiên niên kỷ trước đây (thể dục dụng cụ; bóng rổ).
Để đánh dấu Lễ kỷ niệm Kim cương - ngày đăng quang của nữ hoàng Elizabeth II, năm 2012 Grennwich sẽ trở thành Khu tự quản Hoàng gia thứ tư, dựa trên mối liên hệ lịch sử với gia đình hoàng gia, cũng như vị thế là nơi kinh tuyến gốc đi qua và còn vì đây là di sản văn hoá thế giới được UNESCO công nhận.